# Мисаил (митрополит Белгородский)
Митрополи́т Мисаи́л (ум. 23 февраля 1684, Белгород) — епископ Русской православной церкви, митрополит Белгородский и Обоянский.

## Биография
Не позднее 1666 года стал архимандритом Симонова монастыря в Москве.
Избран на Коломенскую епархию, которая была возобновлена решением Большого Московского Собора 1666—1667 года после ее закрытия в 1657 года при патриархе Никоне. 9 июля 1667 года патриархом Иоасафом II и собором духовенства был хиротонисан во епископа Коломенского и Каширского. При этом он не был сразу же возведён в сан архиепископа, несмотря на то, что Коломенская кафедра была на соборе 1667 года объявлена архиепископией. Возможно, что причиной этого стало неприятие русской церковной иерархией, из соображений экономической выгоды, постановления Собора об увеличении числа епархий.
14 сентября 1671 года по государеву указу назначен митрополитом Белгородским и Обоянским.
В частности, оказал денежную помощь защитникам края кн. Г. Г. Ромодановскому и воеводе П. Д. Скуратову для выкупа их сыновей, попавших в татарский плен. О своем исполнении завещания митрополита Феодосия он сообщил царю Алексею Михайловичу.
Из документов белгородского периода жизни митрополита сохранилось окружное послание его к архимандритам, игуменам, протопопам, поповским старостам и попам. Из послания видно, что это был пастырь строгий, стремившийся воспитать в своей пастве дух благочестия.
Скончался 23 февраля 1684 года в Белгороде. Похоронен в кафедральном Троицком соборе Белгорода.